# El Hamouti Mohand Elkhadir
 (avril 2025).
El Hamouti Mohand Elkhadir, né le 1er février 1936 à Beni Ensar au Maroc, disparu en 1964, surnommé « le soldat africain », est un homme d'affaires, militant indépendantiste et diplomate marocain.
Il est connu pour son soutien logistique, politique et militaire aux différents mouvements de libération nationale au Maghreb, notamment en tant que coordinateur de l’armée de libération nationale marocaine dans le Rif et pour son engagement auprès de la guerre de libération algérienne.

## Biographie

### Origines et jeunesse
Issu du clan Hamouti, fraction Mazzuja de la tribu Guelaya, El Hamouti naît dans une famille de commerçants influents. Son père, Khader Muhand u Hamou, est un négociant majeur qui assure la distribution des marchandises de Melilla vers d'autres régions marocaines.
Très tôt, il s’implique dans les activités anticoloniales et adopte des positions panafricanistes et anti-impérialistes.

### Engagement révolutionnaire
Dans les années 1950, El Hamouti combine activités économiques et lutte armée. Il rejoint l’ALN et organise des opérations militaires contre les autorités coloniales.
Sa maison à Beni Ensar sert de refuge à de nombreux dirigeants du FLN algérien tels qu’Ahmed Ben Bella, Mohamed Boudiaf, Houari Boumédiène ou Abane Ramdane. Il utilise également ses navires — dont Victoria, Mirlo I et Mirlo II — pour transporter des armes de Melilla vers l’Algérie.
Il devient un coordinateur clé dans le Rif pour l’Armée de libération marocaine, chargé de la logistique, de la communication entre les fronts et des liaisons avec les combattants algériens,.

### Disparition
Après l’indépendance de l’Algérie en 1962, il retourne brièvement au Maroc. À l’éclatement de la Guerre des sables (1963), il repart en Algérie pour une mission de médiation, mais disparaît mystérieusement en 1964. Plusieurs sources évoquent un assassinat politique.
Sa mémoire est célébrée par des historiens et militants du Rif, du Maroc et de l’Algérie, comme symbole de la lutte anticoloniale et de la solidarité maghrébine.